# 克林頓鎮區 (愛荷華州靈戈爾德縣)
克林頓鎮區（英語：Clinton Township）是位於美國愛荷華州靈戈爾德縣的一個行政鎮區。

## 地方資料
根據2010年美國人口普查的數據，克林頓鎮區的面積為72.70平方千米，當中陸地面積為72.37平方千米，而水域面積為0.33平方千米。當地共有人口208人，而人口密度為每平方千米2.86人。